# Enrico Nascimbeni
Enrico Nascimbeni (Verona, 20 novembre 1956 – Milano, 11 giugno 2019) è stato un cantautore, giornalista, scrittore e poeta italiano.

## Biografia
Diplomatosi al Liceo classico "Beccaria", stringe un'amicizia con Roberto Vecchioni e collabora con lui in vari brani tra i quali Vincent e L'ultima notte di un vecchio sporcaccione interpretata durante il Premio Tenco nell'edizione del 2003 che gli è valso il premio della critica assegnato da una giuria presieduta da Fernanda Pivano.
Dopo due lauree in Lettere Moderne e Filosofia, inizia la propria carriera come giornalista nel 1985 seguendo le orme del padre Giulio Nascimbeni. Ha collaborato con Corriere d'Informazione e il Corriere della Sera ed ha lavorato stabilmente per Il Giorno, L'Arena, L'Indipendente, Studio Aperto, Verissimo e Sette. Nel 2000 per La7 Gold ha condotto una trasmissione sportiva e un programma di intrattenimento pomeridiano in diretta della durata di quattro ore. Si è occupato di cronaca nera, di cronaca giudiziaria e di guerre seguendo, in particolare, l'inchiesta di Mani Pulite e intervistando per l'occasione Bettino Craxi a Hammamet. Su questa vicenda ha scritto per la Mondadori, con Andrea Pamparana, il libro Le Mani Pulite. È stato nominato inviato speciale durante la guerra dei Balcani a Sarajevo. Precedentemente aveva seguito in loco la guerra in Libano. È stato anche inviato di guerra a Kabul in Afghanistan. Collabora con La Stampa e All Music Italia. Nel 2015 ha curato per un anno la collana letteraria Le Due Anime per la casa editrice Rupe Mutevole.
Dal 2001 riprende a fare il cantautore e a scrivere canzoni per altri artisti. Nascimbeni, che ha fatto parte anche della Nazionale Italiana Cantanti, ha scritto brani per e con Roberto Vecchioni, Paola Turci, Mango, Francesco Baccini, Mietta, Marco Carta e molti altri. Ha scritto testi e cantato canzoni sulle musiche di Tom Waits, Leonard Cohen, Joaquín Sabina e Suzanne Vega. Tra i suoi concerti più famosi quello del 1979 in apertura a Peter Hammill dei Van der Graaf Generator al Palalido di Milano. Nel 2003 vince il Premio della Critica al Club Tenco con Roberto Vecchioni e partecipa come autore al Festival di Sanremo con il testo di Chiama di notte degli Allunati.
Nel 2009 vince la classifica annuale iTunes Rewind come primo artista italiano con l'album Uomini sbagliati (Emi Penthar-Mizar) davanti a lui gli U2 e Michael Jackson. E per lui arrivano disco d'oro e disco di platino. Nel 2010 compare nella classifica annuale di iTunes Rewind tra i primi dieci artisti che hanno venduto di più. È al secondo posto con l'album Il Serpente tonto (Emi Penthar-Mizar) e al sesto posto con l'album Hotel Costarica 1983 (Warner), ripubblicazione curata da Lorenz Zadro. E arriva per lui il secondo disco d'oro. Nel 2011 incide il suo ultimo album. In H sono presenti le cover di Una sigaretta, tratta dal repertorio di Fred Buscaglione con atmosfere blues, Sei minuti all'alba, composta da Dario Fo ed Enzo Jannacci, e Nel blues dipinto di blues, originale versione dell'immortale brano Nel blu dipinto di blu di Domenico Modugno. L'album vede la partecipazione del chitarrista blues Lorenz Zadro.
Nel 2016 vince in Venezuela il Premio Simon Bolivar per il suo impegno artistico e sociale, che tuttavia rifiuta in contrasto con la dittatura del presidente venezuelano Maduro e con la giuria formata da giornalisti e uomini di cultura seguaci e sostenitori dell'ex presidente Chavez e di Maduro. Viene poi insignito del Premio Amico del Popolo Rom per il suo impegno attivo contro tutti i razzismi e del Premio Internazionale Phralipe, destinato a enti, organizzazioni o persone che esprimono disinteressatamente la loro solidarietà verso il popolo Rom. Impegnato nelle battaglie contro razzismo, omofobia e intolleranza è stato Ambasciatore UNICEF, e nominato Commendatore della Repubblica dal Presidente della Repubblica Giorgio Napolitano per il suo impegno sociale nei confronti degli emarginati e di chi non ha voce.
Dal novembre 2016 si occupa della comunicazione dell'Associazione laica "Saman" fondata da Mauro Rostagno per il recupero delle tossicodipendenze, reinserimento nel tessuto sociale degli ex carcerati e tutela e sostegno delle donne che hanno subito violenze. Dal marzo 2017 ha assunto la direzione della testata web "Border On Line"  del gruppo Saman, un mese dopo cura la collana editoriale "L'uomo delle Luci" per la casa editrice Il Leggio.
Il giorno 11 giugno 2019 viene data la notizia della sua morte, avvenuta a Milano a causa di un arresto cardiaco.

## Discografia

### Singoli
- 1977 - Giovanna Prima o Poi / La Stanza di Marinella (Polydor) (45 giri)
- 1979 - La Stanza di Marinella (Polydor) (45 giri)
- 1982 - Navigavà / Sei Partiranno per l'Africa (Polydor) (45 giri)
- 2003 - Oh Mammà / I Don't Believe You (EMI) (CD)
- 2001 - L'Ultima Notte di un Vecchio Sporcaccione (Azzurra Music) (CD)
- 2007 - Siamo Storie Dentro le Canzoni (EMI) (CD)

### Album
- 1979 - Maracaibo (Polydor) (33 giri)
- 1980 - Verso il mare (Polydor) (33 giri)
- 1983 - Hotel Costarica (CGD) (33 giri)
- 2002 - Amori disordinati (D'Autore) (MC/CD)
- 2004 - Le due anime (Emi) (CD)
- 2006 - Male di amare (MoltoPop /Self Distribuzione) (CD)
- 2008 - Uomini sbagliati (MoltoPop / Emi) (CD) - Premiato col Disco d'oro e con il Disco di platino. Vince come album italiano più venduto la classifica ITunes Rewind 2009
- 2009 - Il serpente tonto (Penthar-Mizar / Emi) (CD) Secondo album italiano più venduto nella classifica iTunes Rewind 2010. Vince il Disco d'oro.
- 2010 - I cantautori italiani - Gli Anni '70 Vol. 2 (Universal Music Italia) (CD) contiene gli album Maracaibo e Verso il Mare
- 2010 - Hotel Costarica 1983 (Warner Music) (CD) Sesto album italiano più venduto nella classifica iTunes Rewind 2010
- 2011 - H (Penthar-Mizar) (CD)

## Opere
- 1989 - Il tropico del ricordo (Bompiani)
- 1992 - Le mani pulite. L'inchiesta di Milano sulle tangenti con Andrea Pamparana (Arnoldo Mondadori Editore)
- 2009 - Non-Poesie - L'amore ai tempi di Myspace  (Edizioni Paradisi di Carta)
- 2011 - Generazione Meno X - Ricordi e deliri di un cinquantenne (Edizioni Rupe Mutevole)
- 2011 - Il non-amore ai tempi di Facebook (Edizioni Rupe Mutevole)
- 2013 - Normalmente anormale (Edizioni Rei)
- 2013 - Il collezionista di biglie di vetro (Edizioni Divinafollia)
- 2014 - Sognando di vivere a trecento all'ora su una macchinina a pedali (Edizioni Rupe Mutevole)
- 2016 - Senza titolo (Edizioni Rupe Mutevole)
- 2017 - Ho scelto di sbagliare (Il Leggio).